# ニューストレイン出発進行
『ニューストレイン出発進行』（ニューストレインしゅっぱつしんこう）は、1980年1月から同年9月26日まで東京12チャンネル（現・テレビ東京）で放送されていた報道番組である。岐阜テレビ、近畿放送テレビ（現・KBS京都。自社製作番組『エリアKBS』に内包）、サンテレビでも放送されていた。放送時間は毎週月曜 - 金曜 17:30 - 17:55 （日本標準時）。

## 概要
平日17:30枠の『こちらニューススタジオ』と平日19:15枠の『ニュースキッド715』の統合によって誕生した報道番組。学校帰りの子供たちをターゲットにしており、番組冒頭の挨拶においても「子供にもわかりやすいニュースバラエティ」と明言していた。
タイトル明けのBGMはフランク・ミルズの『Music Box Dancer』が使用されている。
後番組は『ニュースTODAY』。

## キャスター
- メインキャスター：小倉智昭（フリー・元東京12チャンネルアナウンサー）
- サブキャスター：宮崎絢子（当時東京12チャンネルアナウンサー）
- リポーター：沢木寿里（タレント）

| 東京12チャンネル 平日夕方のニュース                   | 東京12チャンネル 平日夕方のニュース                    | 東京12チャンネル 平日夕方のニュース             |
| 前番組                                                | 番組名                                                 | 次番組                                          |
| ----------------------------------------------------- | ------------------------------------------------------ | ----------------------------------------------- |
| こちらニューススタジオ （1978年10月2日 - 1979年12月） | ニューストレイン出発進行 （1980年1月 - 1980年9月26日） | ニュースTODAY （1980年9月29日 - 1982年2月26日） |